# Lijst van plaatsen in IJsland

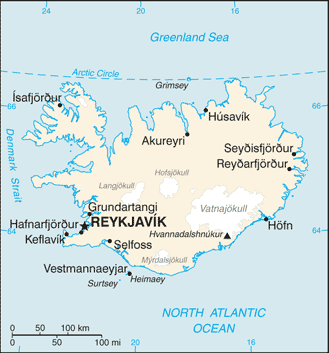
Grootste plaatsen op IJsland

Onderstaande is een lijst van de belangrijkste steden, dorpen en nederzettingen van IJsland:

## Meer dan 100.000 inwoners
- Reykjavík

## 10.000–100.000 inwoners
- Akureyri
- Garðabær
- Hafnarfjörður
- Keflavík
- Kópavogur

## 1.000–10.000 inwoners
- Akranes
- Álftanes
- Borgarnes
- Dalvík
- Egilsstaðir
- Eskifjörður
- Garður
- Grindavík
- Hellissandur
- Höfn
- Húsavík
- Hveragerði
- Ísafjörður
- Mosfellsbær
- Neskaupstaður
- Njarðvík
- Ólafsvík
- Sandgerði
- Sauðárkrókur
- Selfoss
- Seltjarnarnes
- Siglufjörður
- Stykkishólmur
- Þorlákshöfn
- Vestmannaeyjar
- Vogar

## Minder dan 1.000 inwoners
- Arnarstapi
- Bíldudalur
- Blönduós
- Bolungarvík
- Breiðdalsvík
- Búðardalur
- Djúpavík
- Djúpivogur
- Drangsnes
- Eyrarbakki
- Fáskrúðsfjörður
- Grundarfjörður
- Hella
- Hesteyri
- Hofsós
- Hólar
- Hólmavík
- Hvammstangi
- Hvolsvöllur
- Kirkjubæjarklaustur
- Mjóifjörður
- Ólafsfjörður
- Patreksfjörður
- Reyðarfjörður
- Reykholt (Borgarfjörður)
- Reykholt (Bláskógabyggð)
- Reykjahlið
- Seyðisfjörður
- Skagaströnd
- Skálholt
- Skógar
- Stöðvarfjörður
- Stokkseyri
- Varmahlíð
- Vík í Mýrdal
- Vopnafjörður